# サンタ・コンバ

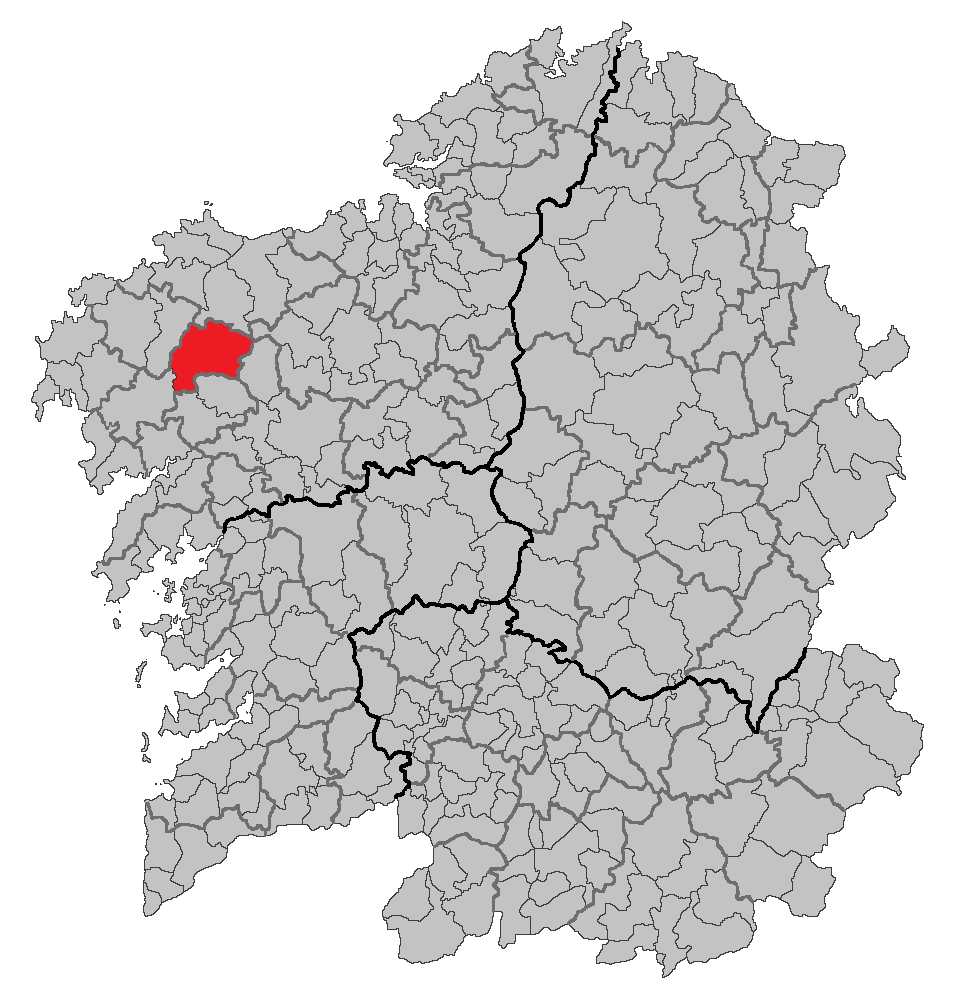
ガリシア州内の位置

サンタ・コンバ（Santa Comba）はスペイン、ガリシア州、ア・コルーニャ県の自治体、コマルカ・ド・シャージャスに属す。ガリシア統計局によれば、2013年の人口は9,913人（2011年：10,241人、2010年：10,408人、2009年：10,487人、2008年：10,577人、2007年:10,588人、2006年:10,647人、2005年:10,683人、2004年:10,704人、2003年:10,823人） 。住民呼称はcombés/-esaまたはxalleiro/-a。
ガリシア語話者の自治体人口に占める割合は99.63％（2001年）。

## 地理
サンタ・コンバはア･コルーニャ県の西部に位置し、コマルカ・ド・シャージャスに属する。北はコリスタンコと、東はトルドイア、バル・ド・ドゥブラと、南はア・バーニャ、ネグレイラと、西はマサリコス、サスの各自治体と隣接、自治体中心地区はサンタ・コンバ教区のサンタ・カタリーニャ・デ・アルマーダ地区。
サンタ・コンバはネグレイラ司法管轄区に属する
海抜300～500mのゆるやかな起伏のある土地にあり、気候は大西洋岸気候で湿潤で、特に11月から2月の間は降水量が非常に多い。人口は10,588人（2007年）。市の中心地はサンタ・カタリーニャ・デ・アルマーダで、ほぼ中央に位置し、今日サンタ･コンバの市街地の核となっている。ア・コルーニャから62km、サンティアゴ・デ・コンポステーラから28kmで交通の便は良い（両市には空港がある）。またフィステーラからは68kmである。

### 人口
住民は17の教区の135の地区（集落）に居住する。
| サンタ・コンバの人口推移 1900－2010                     |
|                                                         |
| 出典:INE（スペイン国立統計局）1900年 - 1991年、1996年 - |

## 政治
自治体首長はガリシア国民党（PPdeG）アントーニオ・マヌエル・ランデイラ・ガジャルド（Antonio Manuel Landeira Gallardo）、自治体評議員は、ガリシア国民党：7、ガリシア社会党（PSdeG-PSOE）：5、TEGA：3、IX SANTA COMBA：2となっている（2011年5月22日自治体選挙結果、得票順）。  
| 1999年6月13日自治体選挙 |        |        |      |
| 政党                    | 得票数 | 得票率 | 議席 |
| PPdeG                   | 4,408  | 64.41% | 12   |
| BNG                     | 1,327  | 19.39% | 3    |
| PSdeG-PSOE              | 1,040  | 15.20% | 2    |

| 2003年5月25日自治体選挙 |        |        |      |
| 政党                    | 得票数 | 得票率 | 議席 |
| PPdeG                   | 3,953  | 54.48% | 10   |
| IX SANTA COMBA          | 1,354  | 18.66% | 3    |
| PSdeG-PSOE              | 1,037  | 14.29% | 2    |
| BNG                     | 857    | 11.81% | 2    |

| 2007年5月27日自治体選挙 |        |        |      |
| 政党                    | 得票数 | 得票率 | 議席 |
| PPdeG                   | 3,124  | 41.18% | 8    |
| PX SANTA COMBA          | 1,652  | 21.78% | 4    |
| TEXA                    | 1,560  | 20.56% | 3    |
| PSdeG-PSOE              | 885    | 11.67% | 2    |
| BNG                     | 296    | 3.90%  | 0    |

| 2011年5月22日の自治体選挙 |        |        |      |
| 政党                      | 得票数 | 得票率 | 議席 |
| PPdeG                     | 2,502  | 35.81% | 7    |
| PSdeG-PSOE                | 1,866  | 26.71% | 5    |
| TEGA                      | 1,125  | 16.10% | 3    |
| IX SANTA COMBA            | 1,017  | 14.56% | 2    |
| TEXA                      | 249    | 3.56%  | 0    |
| BNG                       | 169    | 2.42%  | 0    |

## 教区
サンタ・コンバは17の教区に分けられる。太字は自治体中心地区のある教区。 
- アロン（サンタ・マリーア）
- アラントン（サン・ビセンテ）
- バサール（サン・マメーデ）
- シセレ（サン・ペドロ）
- フォンテカーダ（サン・マルティーニョ）
- フレイシェイロ（サン・フィンス）
- グリショーア（サン・ショアン）
- グリショーア・デ・エステルナンデ（サンタ・マリーア）
- マジョン（サン・クリストーボ）
- モントウト（サンタ・マリーア）
- ア・ペレイラ（サント・アンドレー）
- サン・サルバドール・デ・パドレイロ（サン・サルバドール）
- サンタ・コンバ（サン・ペドロ）
- サンタ・サビーニャ（サン・シュリアン）
- セール（サン・ペドロ）
- ビラマイヨール（サンタ・マリーア）
- シャージャス・デ・カストリス（サン・ペドロ）